# 荒木真理子
荒木 真理子（あらき まりこ、1978年10月1日 - ）は、日本の気象予報士。元ミヤギテレビアナウンサー。

## 略歴・人物
埼玉県上尾市出身。埼玉県立浦和第一女子高等学校、慶應義塾大学商学部卒業。大学在学中の1999年に、フレッシュあげおに選出されている。
2001年4月1日、ミヤギテレビにアナウンサーとして入社。同期入社は安斎摩紀・外賀幸一。
2001年10月、 気象予報士試験（第16回）に合格。
2005年3月、宮城テレビ放送を退社。退社後はテレビ朝日報道局の気象予報士として『ANNスーパーJチャンネル』に2年間出演していた。同番組メインキャスターの市川寛子とは、プライベートでも交友がある。『報道ステーション』では、気象解説を担当。
2011年11月、社会保険労務士の資格を取得。
2015年11月、長男を出産。
2017年1月、日本実業出版社より、初の著書となる『10秒で伝わる話し方』を出版。
2021年4月現在、日本放送協会の気象情報後方支援業務に携わる。

## 過去の出演番組
- ANNスーパーJチャンネル（2013年7月13日 - 2015年7月25日） - 気象キャスター
- 報道ステーション（2008年1月- 2015年8月）- 気象解説